# Gänsegedicht

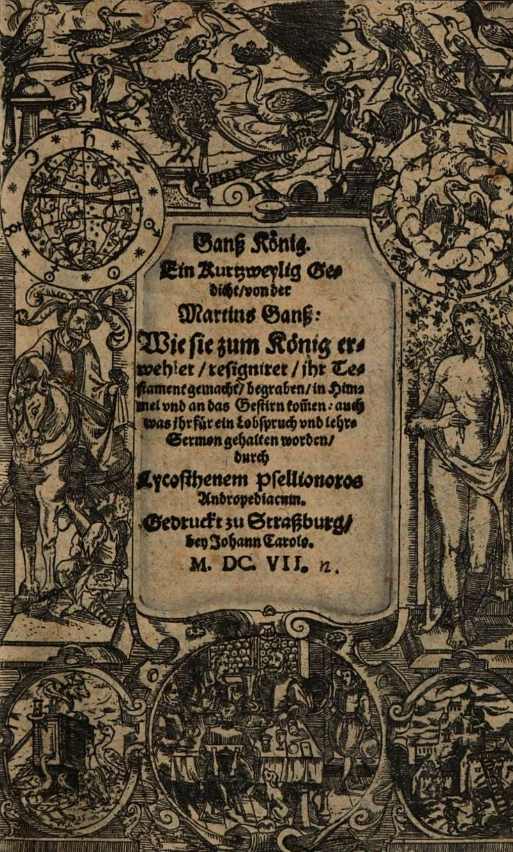
Ganß König (Straßburg, 1607): Titelblatt

Das Gänsegedicht ist ein überlieferter Brauch in der Tischkultur. Zum Martinstag am 11. November ist mindestens seit dem 17. Jahrhundert die Sitte beschrieben, vor bzw. während des Essens der Martinsgans ein Gedicht zum Thema Gänse zu rezitieren. Je nach Stand oder Region variierten dabei die Ansprüche an die Gänsegedichte. Für die Landesschule Pforta, ein Internatsgymnasium in Naumburg (Saale) in Sachsen-Anhalt, ist zum Beispiel die Bildung von Tischgemeinschaften überliefert, in welchen die Speisen am Martinstag dem Alter nach aufgeteilt wurden. Dem jüngsten Mitglied der Gemeinschaft stand bei diesem Ritual nur dann ein Teil der Martinsgans zu, wenn er ein in lateinischer Sprache selbstgeschriebenes Gänsegedicht darbieten konnte. Auch der Theologe und Hofprediger Bernhard Rogge, der von 1843 bis 1850 diese Schule besuchte, berichtet von der Tradition der Gänsegedichte.

## Einzelnachweise

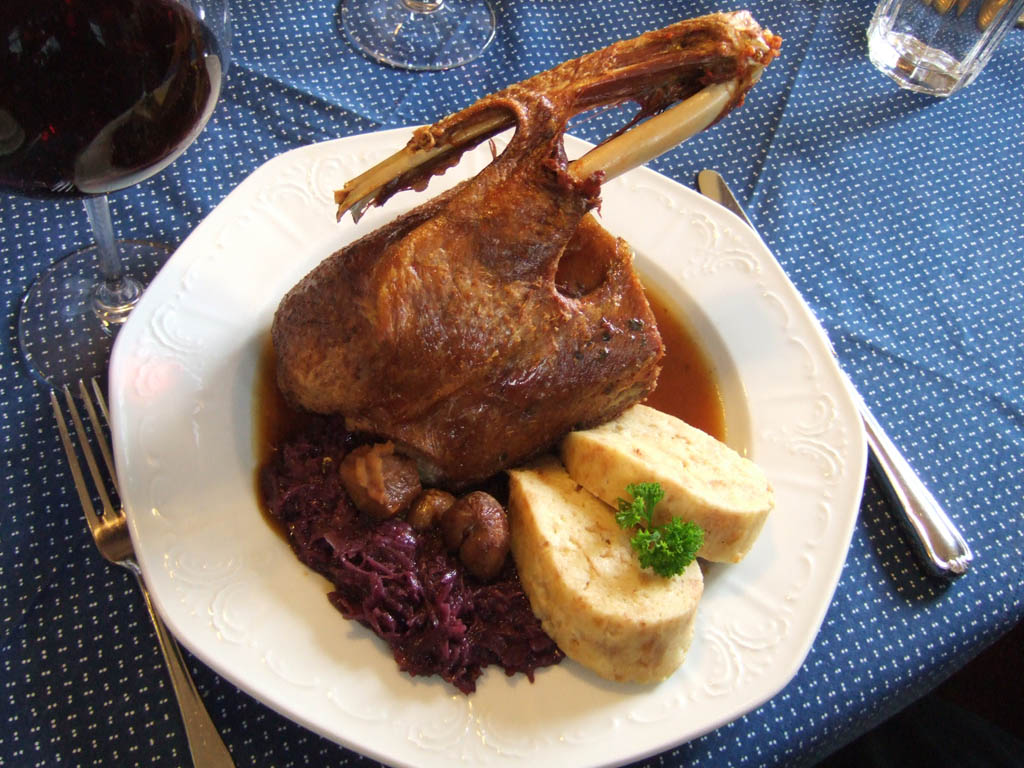
Martinsgans